# Rudy Pevenage
Rudy Pevenage (Moerbeke, 15 de juny de 1954) és un ciclista belga, ja retirat, que fou professional entre 1976 i 1988. Els seus majors èxits esportius els aconseguí al Tour de França, en especial en l'edició de 1980, quan va guanyar una etapa i la classificació per punts, alhora que va vestir el mallot groc durant nou etapes.
Una vegada retirat com a ciclista professional va continuar lligat al món del ciclisme com a director esportiu, dirigint els equips Histor-Sigma (1989), La William (1990-1993), Telekom (1994-2002), Team Coast (2003), T-Mobile (2006) i Rock Racing (2009). Durant bona part de la seva carrera va estar lligat a Jan Ullrich, al qual va dirigir quan guanyà el Tour de França de 1997 i la Volta a Espanya de 1999. Vinculat a la trama de dopatge que va desemmascarar l'Operació Port fou acomiadat del T-Mobile el 2006.
El 2009 va dirigir l'equip Rock Racing de Francisco Mancebo i Óscar Sevilla.

## Palmarès
- 1977
  - 1r a la Brussel·les-Bever
  - 1r al G.P. E5
  - 1r a Vianne
  - 1r a Nederename
  - Vencedor d'una etapa de la Volta als Països Baixos
- 1978
  - 1r a Malderen
  - Vencedor d'una etapa de la Scottish Milk Race
- 1979
  - 1r a Vianne
- 1980
  - 1r al Criterium de Bilzen
  - 1r a l'Omloop van West-Brabant
  - 1r a Pléaux
  - 1r a Schendelbeke
  - 1r a Vielsalm
  - Vencedor d'una etapa del Tour de França i  1r de la classificació per punts
- 1981
  - 1r a la Druivenkoers Overijse
  - 1r al Tour del Nord-oest
  - 1r a l'Omloop van het Houtland
- 1982
  - 1r a Stadsprijs Geraardsbergen
  - 1r a Joeuf
- 1983
  - 1r a Herne
- 1984
  - 1r a Viane
- 1985
  - 1r a Fellbach

### Resultats al Tour de França
- 1979. 23è de la classificació general
- 1980. 42è de la classificació general. Vencedor d'una etapa.  1r de la classificació per punts. 1r de la Classificació dels esprints intermedis. Porta el mallot groc durant 9 etapes
- 1981. 75è de la classificació general
- 1982. 73è de la classificació general

### Resultats al Giro d'Itàlia
- 1978. Abandona
- 1983. 106è de la classificació general
- 1985. 58è de la classificació general